# اوگوستنه
اوگوستنه (به لهستانی:  Augustyny) یک روستا در لهستان است که در گمینا اورنتا واقع شده‌است. اوگوستنه ۲۸ نفر جمعیت دارد.